# Henry Winneke
Henry Arthur Winneke (ur. 29 października 1908 w Melbourne, zm. 28 grudnia 1985 w Shoreham) – australijski prawnik i urzędnik państwowy. W latach 1964–1974 prezes Sądu Najwyższego Wiktorii, zaś w latach 1974-1982 gubernator Wiktorii. 

## Życiorys

### Prawnik i żołnierz
Był synem prawnika. Poszedł w ślady ojca, kończąc studia prawnicze na University of Melbourne. W 1931 uzyskał prawo wykonywania zawodu adwokata. W latach 1939–1946 służył w Royal Australian Air Force, gdzie zajmował się głównie kwestiami zarządzania personelem. W 1950 przerwał praktykę adwokacką i dołączył do zespołu prokuratury generalnej stanu Wiktoria, zaś w grudniu 1951 został radcą generalnym tego stanu, czyli szefem prawników reprezentujących władze stanowe we wszelkich postępowaniach cywilnych i administracyjnych. 

### Sędzia i gubernator
Zajmując stanowisko radcy generalnego, nawiązał bliską znajomość z ówczesnym premierem Wiktorii Henrym Bolte'em, który nieformalnie obiecał mu nominację na następnego prezesa stanowego Sądu Najwyższego. Bolte spełnił swoją obietnicę w 1964 roku, choć nominacja Winnekego została przyjęta z mieszanymi uczuciami przez pozostałych sędziów, z których część uznawała, iż najważniejszego stanowiska w stanowej władzy sądowniczej nie powinna zajmować osoba o tak wyraźnych powiązaniach politycznych. W 1974 Winneke przeszedł na sędziowską emeryturę, ale zarazem zgodził się objąć w dużej mierze ceremonialne, choć bardzo prestiżowe, stanowisko gubernatora Wiktorii. Był pierwszym gubernatorem, który pochodził z Wiktorii - większość jego poprzedników stanowili politycy lub emerytowani oficerowie z Wielkiej Brytanii. Kadencja Winnekego była trzykrotnie przedłużana i ostatecznie dobiegła końca w 1982 roku. Na emeryturze przeżył jeszcze trzy lata, zmarł w wieku 77 lat. 

## Wyróżnienia

### Najważniejsze odznaczenia
- Order Imperium Brytyjskiego klasy Oficer (OBE, 1944)[1]
- Odznaka Rycerza Kawalera (1957, odtąd miał prawo do tytułu Sir przed nazwiskiem)[1]
- Order św. Michała i św. Jerzego klasy Rycerz Komandor (KCMG, 1966)[1]
- Królewski Order Wiktoriański klasy Rycerz Komandor (KCVO, 1977)[1]
- Order Australii klasy Kawaler (AC, 1982)[1]

### Doktoraty honoris causa
- University of Melbourne (1978)[1]
- Monash University (1980)[1]